# Flockseglare
Flockseglare (Schoutedenapus myoptilus) är en fågel i familjen seglare.

## Utseende och läte
Flockseglaren är en medelstor, enhetligt mörk seglare med lång och smal stjärt. Fjäderdräkten är ljusgrå med ljusare strupe, men verkar oftast svartaktig i den fladdrande flykten. Den liknar mycket vitgumpseglaren i formen, men saknar dennes vita strupe och övergump. Flockseglaren kan även misstas för andra seglare som tornseglare eller kapseglare, men har slankare kropp, längre och smalare stjärt samt mindre kraftfull flykt. Lätet är en mjuk, tjirpande drill.

## Utbredning och systematik
Flockseglare delas in i tre underarter med följande utbredning:
- S. m. myoptilus – finns i höglandsområden från Etiopien till Zimbabwe och västra Moçambique
- S. m. poesis – på Bioko (Guineabukten)
- S. m. chapini – höglandsområden i östra Kongo-Kinshasa, Rwanda och sydvästra Uganda

"Schoutedenseglaren" (Schoutedenapus schoutedeni), tidigare behandlad som egen art, anses numera vara ungfåglar av underarten chapini.

## Levnadssätt
Flockseglaren hittas i en rad olika miljöer på medelhög till hög höjd. Som namnet avslöjar uppträder den ofta i flock, ibland med andra seglararter.

## Status
Arten har ett stort utbredningsområde och beståndet anses stabilt. Internationella naturvårdsunionen IUCN listar den därför som livskraftig (LC).

## Namn
Fågelns vetenskapliga släktesnamn hedrar Henri Eugène Alphonse Hubert Schouteden (1881-1972), belgisk zoolog och upptäcktsresande i Kongo.